# Respiració anaeròbica
La respiració anaeròbica és un procés metabòlic d'oxidació-reducció anàleg a la respiració aeròbica, però en el qual l'acceptor final d'electrons és una molècula inorgànica diferent de l'oxigen. És un procés poc habitual que només realitzen alguns grups de bacteris.
En la respiració anaeròbica, per tant, no s'usa oxigen i per a la mateixa funció cal una altra substància oxidant, com un sulfat o un nitrat.
En els bacteris amb respiració anaeròbia intervé també una cadena transportadora d'electrons en la qual es tornen a oxidar els coenzims reduïts durant l'oxidació dels substrats nutrients i la fosforilació de l'ADP a ATP també es produeix per quimiosmosi a través de la membrana. És un procés anàleg al de la respiració aeròbica, ja que es compon dels mateixos elements (citocroms, quinones, proteïnes ferro-sulfúriques, etc.). L'única diferència és que l'acceptor últim d'electrons no és l'oxigen.
En la respiració anaeròbica tots els possibles acceptors tenen un potencial de reducció menor que el de l'O₂, per la qual cosa, partint dels mateixos substrats (glucosa, aminoàcids, triacilglicerols), es genera menys energia que en la respiració aeròbia convencional.
No s'ha de confondre la respiració anaeròbica amb la fermentació, en la qual no hi ha en absolut cadena de transport d'electrons, l'acceptor final d'electrons és una molècula orgànica i la fosforilació de l'ADP a ATP és a nivell de substrat al citoplasma; aquests dos tipus de metabolisme tenen sol en comú el no ser DEPENDENTS de l'oxigen.